# Eugryllina veraguae
Eugryllina veraguae är en insektsart som beskrevs av Morgan Hebard 1928. Eugryllina veraguae ingår i släktet Eugryllina och familjen syrsor. Inga underarter finns listade i Catalogue of Life.